# تشريع مكافحة الإرهاب
تشريع مكافحة الإرهاب هو مجموعة القوانين التي تخدم هدف مكافحة الإرهاب. تتبع هذه القوانين عادةً، إن لم يكن دائمًا، حالات محددة من التفجيرات أو الاغتيالات. يتضمن تشريع مكافحة الإرهاب تعديلات محددة تمكن الدولة من الالتفاف على تشريعاتها الخاصة عندما تواجه جرائم مرتبطة بالإرهاب في حالات الضرورة.
وبسبب هذا، أي تعليق الإجراءات الاعتيادية، يُنتقد هذا التشريع باعتباره شكلًا من أشكال القوانين المارقة والذي سيقمع كل أشكال المظاهرات الشعبية بشكل غير عادل. يزعم المنتقدون أن هذا التشريع يُهدد الديمقراطية مُنتجًا دولة الاستثناء التي تُنتج كل أشكال الحكومة الشمولية.

## مكافحة الإرهاب في القرن التاسع عشر
واجهت كل من روسيا وأوروبا والولايات المتحدة الأمريكية في نهاية القرن التاسع عشر حركة راديكالية جديدة انخرطت في أعمال عنيفة وغير قانونية. أنشئت هذه الحركة في البداية في روسيا القيصرية حيث بدأ المثقفون الشباب، في أغلب الاحيان كانوا وضعيين ملتزمين، بالانخراط في صراع عنيف ضد القيصر متأثرين برواية نيكولاي شيرنيفيشكي «ما العمل؟»، إذ بدؤوا بمناصرة الاغتيالات والتفجيرات.
بدأت إحدى أوائل المجموعات التي تطلق على نفسها اسم «الأرض والحرية»، والمكونة من ثوريين محترفين من الطبقة العليا، صراعًا مسلحًا ضد نظام القيصر. أصبح سيرجي نيشاييف أحد أبرز وجوه الحركة التي أطلق عليها سريعًا اسم الحركة العدمية، التي وصف ألبير كامو مصيرها في مسرحية القتلة العادلون عام 1949، سيكتب كامو لاحقًا مقالة فكرية متعمقة عن الثوار الوجوديين واستخدام العنف في التاريخ في كتابه الثائر الذي صدر عام 1951. نجح العدميون الروس في نهاية المطاف باغتيال أكسندر الثاني عام 1881.
انتشرت الحركة العدمية بعد ذلك في كل أنحاء أوروبا وبشكل خاص عن طريق أحد مؤسسي الأناركية ميخائيل باكونين الذي هرب إلى سويسرا التي اعتبرت ملاذًا للاجئين السياسيين. انضم هناك إلى المنظمة العمالية العالمية التي وضعت في نهاية المطاف نظرية «دعاية العمل». بدأت موجة من التفجيرات والاغتيالات في ثمانينيات القرن التاسع عشر نظمها أشخاص قريبون من الحركة الأناركية، إذ روّعت هذه الموجة الطبقة الحاكمة. لم تكن دعاية العمل عنيفة بالضرورة، لكنها أخذت هذا المنحى في أغلب الأحيان.
لم يواجه الأناركيون، الذين كانوا ينهلون من حق التمرد الذي وضعه المُنظر الليبرالي جون لوك منذ قرون، مشاكل أخلاقية في التنظير لعمليات القتل واغتيال طواغيت البلدان، لأنها بحسب زعمهم كانت لمصلحة الشعب. كتب باكونين: «يجب أن ننشر مبادئنا، لا بالكلام بل بالفعل، لأن هذا هو أكثر أشكال الدعاية شعبية، وأكثرها قوة ومقاومة».
بمجرد حلول عام 1887، عارض العديد من الأناركيين ما اعتبروه تكتيكًا انهزاميًا، بما في ذلك بيتر كروبوتكين، الذي كتب تلك السنة في صحيفة الثورة: «واهمٌ من يعتقد أن بضعة كيلوغرامات من الديناميت ستكون كافية للفوز ضد تحالف المستغلين». أثبتت براغماتية كروبوتكين في النهاية أنها أكثر واقعية من المثالية الأناركية الأكثر تطرفًا. واجهت كل الحركة العمالية قمعًا وحشيًا من الدولة، التي لم تنجح في إقناع الناس بالبدء في إضراب عام وتمردي، كما كان متوقعًا من قبل منظري دعاية العمل. علاوة على ذلك، كما هو موضح في رواية جوزيف كونراد، تسلل المحرضون العملاء أيضًا إلى الحركة، ما أدى للعديد من الاعتقالات في الحركة الاشتراكية.

في فرنسا، بعد محاولة أوغست فيلان، صوت «الجمهوريون الانتهازيون» عام 1893 على أول قوانين مكافحة الإرهاب، والتي استُنكرت سريعًا لاعتبارها قوانين مارقة. هذه القوانين تقيد حرية التعبير بشدة. أدان القانون الأول تبرير أي جناية أو جريمة باعتبارها جناية بحد ذاتها، ما سمح برقابة واسعة النطاق على الصحافة. سمح القانون الثاني بإدانة أي شخص تورط بشكل مباشر أو غير مباشر في دعاية العمل، حتى لو لم يرتكب أي جريمة قتل فعلية. وأدان آخر قانون أي صحيفة أو شخص يستخدم الدعاية الأناركية (وبالتالي، التحرريون الاشتراكيون الحاليون أو الأعضاء السابقون في رابطة العمال الدولية) وكان نص القوانين:
«1. إما عن طريق الاستفزاز أو التبرير... [أي شخص] يشجع شخصًا واحدًا أو عدة أشخاص على ارتكاب إما السرقة أو جرائم القتل أو النهب أو الحرق العمد...؛ 2. أو يوجه استفزازًا للجيش أو للقوات البحرية، بهدف تحويلهم عن واجباتهم العسكرية والطاعة الواجبة لرؤسائهم... سيُدان أمام المحاكم ويُعاقب بالسجن لمدة تتراوح بين ثلاثة أشهر وسنتين»
وهكذا، كانت حرية التعبير والتشجيع على الدعاية العمل أو العداء للقوات المسلحة مقيدة بشدة. حُكم على بعض الأشخاص بالسجن لفرحهم باغتيال الرئيس الفرنسي سادي كارنو عام 1894 على يد الأناركي الإيطالي كاسيريو. جرت محاكمة الثلاثين عام 1894، إذ بُرّئ جميع المتهمين تقريبًا. منذ ذلك الحين، دخلت عبارة القوانين المارقة في اللغة الشعبية لوصف أي قوانين قاسية أو ظالمة، لا سيما تشريعات مكافحة الإرهاب التي غالبًا ما تقمع الحركات الاجتماعية برمتها.
سرعان ما أصبحت المملكة المتحدة الملاذ الأخير للاجئين السياسيين، وخاصة الأناركيين، الذين كانوا جميعًا منخرطين مع القلة الذين شاركوا في التفجيرات. أُسست أول رابطة عمالية عالمية في لندن في عام 1871، المكان الذي لجأ إليه كارل ماركس. لكن في تسعينيات القرن التاسع عشر، أصبحت المملكة عشًا للمستعمرات الأناركية التي طُردت من القارة، لا سيما بين عامي 1892 و1895، والتي كانت فيها ذروة القمع. كانت لويز ميشيل، المعروفة أيضًا باسم العذراء الحمراء، وإميل بوجيه أو تشارلز ماتاتو من أشهر الأناركيين المجهولين أو الهاربين أو المجرمين الذين فروا من فرنسا ودول أوروبية أخرى. عاد الكثير منهم إلى فرنسا بعد العفو الذي أصدره الرئيس فيليكس فور في فبراير 1895.
ومع ذلك، بقي بضع مئات من الأشخاص ذوي الصلة بالحركة الأناركية في المملكة المتحدة بين عامي 1880 و1914. كان حق اللجوء تقليدًا بريطانيًا منذ الإصلاح في القرن السادس عشر. ومع ذلك، فقد تآكل تدريجيًا، إذ استُقبل المهاجرون الفرنسيون بالعداء. بدأت العديد من حملات الكراهية في الصحافة البريطانية في تسعينيات القرن التاسع عشر ضد هؤلاء المنفيين الفرنسيين، والتي تناوب على نقلها مثيرو الشغب والحزب التقييدي الذي دعا إلى إنهاء التسامح في ما يتعلق بحرية التنقل، ووجّه العداء تجاه الناشطين الفرنسيين والدوليين.
هل يمكن أن تستمر المملكة في توفير الملاذ للنشطاء الذين لم يقتصروا على المعارضة في بلد واحد، بل الذين يسافرون من بلد إلى آخر، وينظّرون في الثورة العالمية؟ وهكذا، بدأت مناقشات قوية تهز البلاد، والتي قررت أخيرًا تقييد حرية الحركة. وهكذا أنشئ أول قوانين مراقبة الهجرة. في سياق مختلف تمامًا، سيُرفع نفس النوع من النقاش في نهاية القرن العشرين، مع تجدد الإرهاب الدولي، وهذه المرة تحت ستار الإرهاب الإسلامي.